# Religión en Croacia
La religión en Croacia se refiere a la religiosidad de las personas en la República de Croacia, país situado en Europa. La religión más profesada en Croacia es el cristianismo y una gran mayoría de la población croata se declara miembro de la Iglesia católica. Croacia es un país laico donde no hay religión oficial y la libertad de culto está protegida constitucionalmente, con todas las comunidades religiosas siendo consideradas como iguales ante la ley y separadas del estado.
Según el censo más reciente, el 87,8 % de la población se confiesa católica, el 4,4 % ortodoxa, el 1,3 % musulmana, el 0,3 % protestante y el 6,2 % profesa otras religiones. La inmensa mayoría de los croatas es católica, mientras que todos los serbios pertenecen a la Iglesia Ortodoxa Oriental, una división que se remonta a la caída del Imperio Romano. De hecho, la religión es la única variable que separa a estas poblaciones étnicamente duales. Aparte de varias diferencias doctrinales, los cristianos ortodoxos adoran las imágenes, permiten que los sacerdotes se casen y no aceptan la autoridad del papa. Sería difícil calcular hasta qué punto el catolicismo moldea la identidad nacional croata. En la temprana época del S. IX, los croatas prometieron saltar a la fe católica y se les concedió el derecho de celebrar la misa y redactar los documentos religiosos en su lengua vernácula. Los papas dieron su apoyo a los primeros reyes croatas quienes, a cambio, le montaron monasterios e iglesias para difundir el catolicismo. Durante los largos siglos de dominio de potencias extranjeras, la Iglesia católica fue el elemento unificador que forjó un sentimiento de nación. Desgraciadamente, la profunda fe que estimulaba el nacionalismo croata se corrompió y derivó en una intolerancia asesina bajo el mandato del ustase en tiempos de guerra. La implicación de las parroquias locales en la limpieza de la población judía y serbia dio lugar a que, al llegar al Gobierno, Josip Broz Tito suprimiera la religión (y con ello el nacionalismo, tal como esperaba). Aunque no se prohibió de manera oficial, se consideraba que para los ambiciosos croatas era políticamente incorrecto ir a misa. Parece asombroso que la primera entidad que reconociera a Croacia como estado independiente en 1991 fuera la Santa Sede.
La Iglesia goza de una respetada posición en la vida cultural y política del país y Croacia es objeto de especial atención por parte de la Santa Sede. Casi el 76 % de los croatas católicos que participaron en una encuesta se confesaron practicantes y alrededor del 30% acudía a misa semanal. Además, la Iglesia es la institución que más confianza inspira con el ejército como único rival. Asimismo, son muchos los croatas en el país y del extranjero que dedican su vida a la Iglesia, aportando nuevos monjas a las filas del clero católico.
El expresidente, Franjo Tuđman, cultivó una estrecha relación con la Iglesia y firmó varios tratados con la Santa Sede que establecieron por escrito un vínculo entre Iglesia y Estado en Croacia. Las disposiciones más importantes hacen referencia a la equiparación del matrimonio eclesiástico con la boda civil, a la introducción de la enseñanza obligatoria de la religión al sistema escolar estatal y al restablecimiento de las propiedades nacionalizadas por el Gobierno comunista de Josip Broz Tito. Esta relación especial de Croacia con la Santa Sede es recíproca - en 2003 el papa Juan Pablo II realizó su tercera visita al país. Como en gran parte de la Europa laica, la Iglesia católica sigue perdiendo peso y la importancia de la fuerte identidad croata como gente católica ha aumentado considerablemente a los ojos de la Santa Sede. La celebraciones religiosas se festejan con fervor y los domingos son muchos los feligreses que acuden a misa.

### Interacción entre la vida religiosa y laica
Las escuelas públicas permiten la enseñanza religiosa en cooperación con las comunidades religiosas que tienen acuerdos con el estado, pero la asistencia no es obligatoria. Las clases de religión (croata : vjeronauk) se organizan ampliamente en las escuelas públicas primarias y secundarias, coordinadas más comúnmente con la Iglesia Católica.
Los días festivos en Croacia también incluyen los festivales religiosos (croata : blagdan) de Epifanía, lunes de Pascua, día del Corpus Christi, día de la Asunción, día de Todos los Santos, Navidad y San Esteban o el día del boxeo. Las fiestas principales se basan en el año litúrgico católico, pero a otros creyentes se les permite legalmente celebrar otras fiestas religiosas importantes.
Los matrimonios realizados por las comunidades religiosas que tienen acuerdos con el estado se reconocen oficialmente, lo que elimina la necesidad de registrar los matrimonios en la oficina del registro civil.
La Iglesia católica en Croacia recibe apoyo financiero estatal y otros beneficios establecidos en concordatos entre el Gobierno y el Vaticano. Los concordatos y otros acuerdos gubernamentales con comunidades religiosas no católicas permiten la financiación estatal de algunos salarios y pensiones para funcionarios religiosos a través de fondos de pensiones y salud administrados por el gobierno.
Los concordatos y acuerdos también regulan los catecismos de las escuelas públicas y los capellanes militares.
En línea con los concordatos firmados con la Iglesia católica y en un esfuerzo por definir aún más sus derechos y privilegios dentro de un marco legal, el gobierno tiene acuerdos adicionales con las siguientes 14 comunidades religiosas y religiosas: